# Omnia fert aetas
La locuzione latina omnia fert aetas, tradotta letteralmente, significa il tempo porta via tutte le cose (Virgilio Bucoliche Egloga IX).
Nel dialogo tra Lycida e Moeris, due pastori-poeti, quest'ultimo ricorda con malinconia quando da fanciullo riusciva con facilità a mandare a memoria una quantità incredibile di versi mentre ora, con il passare degli anni, si sente privato delle sue facoltà mentali, della memoria, del suo "animus": omnia fert aetas, animum quoque.

## Curiosità
Nel 2012 la band folk medioeval rock bergamasca Folkstone si ispira a questo motto per l'omonima canzone dell'album Il confine.